# Tribrombenzole
| keine Einstufung verfügbar |

| Gefahrensymbol | Gefahrensymbol |

| keine GHS-Piktogramme |

Die Tribrombenzole (nach der IUPAC Tribrombenzene) bilden in der Chemie eine Stoffgruppe, deren Struktur aus einem Benzolring mit drei Bromatomen (–Br) als Substituenten besteht. Durch deren unterschiedliche Anordnung ergeben sich drei Konstitutionsisomere mit der Summenformel C6H3Br3.

## Darstellung

### 1,2,3-Tribrombenzol
1,2,3-Tribrombenzol wird aus p-Nitroanilin hergestellt, das zunächst mit elementarem Brom und Eisessig an den Positionen 2 und 6 bromiert wird. Dann wird mit einer Sandmeyer-Reaktion die Aminogruppe durch ein Bromatom ersetzt. Das entstandene 3,4,5-Tribromnitrobenzol wird anschließend mit Zinn und Salzsäure zum 3,4,5-Tribromanilin reduziert. Schließlich wird die Aminogruppe nach einer Diazotierung entfernt.

### 1,2,4-Tribrombenzol
Der Ausgangsstoff für die Darstellung von 1,2,4-Tribrombenzol ist Acetanilid, das zunächst mit gasförmigem Brom, das in eine wässrige Suspension eingeleitet wird, an den Positionen 2 und 4 bromiert wird. Durch Behandeln mit Natronlauge und anschließendem Kochen mit Schwefelsäure entsteht 2,4-Dibromanilin. Durch eine Sandmeyer-Reaktion kann die Aminogruppe anschließend durch ein Bromatom ersetzt werden.

### 1,3,5-Tribrombenzol
1,3,5-Tribrombenzol wird aus Anilin hergestellt, das mit elementarem Brom in Salzsäure zum 2,4,6-Tribromanilin umgewandelt wird. Diese Verbindung wird anschließend diazotiert und mit Schwefelsäure in Ethanol zum gewünschten Produkt umgesetzt.

## Eigenschaften

### 1,2,4-Tribrombenzol
1,2,4-Tribrombenzol kristallisiert in Nadeln mit aromatischem Geruch. Es ist in Ethanol und Diethylether löslich, jedoch nur wenig löslich in Benzol. In Wasser ist es praktisch unlöslich (0,0101 g/l). Der Flammpunkt von 1,2,4-Tribrombenzol liegt über 110 °C. Nitrierung von 1,2,4-Tribrombenzol mit Salpetersäure und Schwefelsäure führt zu 1,2,4-Tribrom-3,5-dinitrobenzol.

### 1,3,5-Tribrombenzol
1,3,5-Tribrombenzol kristallisiert im orthorhombischen Kristallsystem mit der Raumgruppe P212121 (Raumgruppen-Nr. 19) und den Gitterparametern a = 1424,4 pm, b = 1357,7 pm und c = 408,4 pm. In der Elementarzelle befinden sich 4 Formeleinheiten. Es ist isomorph zu 1,3,5-Trichlorbenzol. Es ist wenig löslich in heißem Ethanol. Mit Natriummethanolat reagiert es bei 130 °C zu 3,5-Dibromphenol.